# وقفي (مقاطعة فومن)
وقفي (بالفارسية: وقفی) هي قرية تقع في غيلان في إيران. يقدر عدد سكانها بـ 45 نسمة بحسب إحصاء 2016.